# Adrianus van Merrienboer
Adrianus Janus van Merrienboer (* 8. Oktober 1894 in Oud en Nieuw Gastel, Nordbrabant; † 12. Oktober 1947 ebenda) war ein niederländischer Bogenschütze.
Van Merrienboer nahm an den Olympischen Spielen 1920 in Antwerpen teil und gewann mit der Mannschaft eine Goldmedaille im Wettbewerb Bewegliches Vogelziel, 28 Meter. Sein Heimatverein war Concordia Florebit, Oudgastel.